# Wisłoboki
Wisłoboki – wieś na Ukrainie w rejonie lwowskim (wcześniej w rejonie kamioneckim) należącym do obwodu lwowskiego.
We wsi urodził się Wasyl Szczurat (24 sierpnia 1871, zm. 27 kwietnia 1948 we Lwowie) – ukraiński historyk literatury i poeta.